# Go to Heaven
Go to Heaven je jedenácté studiové album skupiny Grateful Dead. Albumm poprvé vyšlo v roce 1980 u Arista Records a později, v roce 2006, u Rhino Records. Album produkoval Gary Lyons.

## Seznam skladeb
| Strana 1 | Strana 1             | Strana 1       | Strana 1 |
| Pořadí   | Název                | Autor          | Délka    |
| -------- | -------------------- | -------------- | -------- |
| 1.       | Alabama Getaway      | Garcia, Hunter | 3:36     |
| 2.       | Far from Me          | Mydland        | 3:40     |
| 3.       | Althea               | Garcia, Hunter | 6:51     |
| 4.       | Feel Like a Stranger | Barlow, Weir   | 5:07     |

| Strana 2       | Strana 2                        | Strana 2         | Strana 2 |
| Pořadí         | Název                           | Autor            | Délka    |
| -------------- | ------------------------------- | ---------------- | -------- |
| 1.             | Lost Sailor                     | Barlow, Weir     | 5:54     |
| 2.             | Saint of Circumstance           | Barlow, Weir     | 5:40     |
| 3.             | Antwerp's Placebo (The Plumber) | Hart, Kreutzmann | 0:38     |
| 4.             | Easy to Love You                | Barlow, Mydland  | 3:40     |
| 5.             | Don't Ease Me In                | traditional      | 3:13     |
| Celková délka: | Celková délka:                  | Celková délka:   | 38:19    |

## Sestava
- Jerry Garcia - kytara, zpěv
- Bob Weir - kytara, zpěv
- Brent Mydland - klávesy, zpěv
- Phil Lesh - baskytara
- Bill Kreutzmann - bicí
- Mickey Hart - bicí